# Fărâmiță Lambru
Fărâmiță Lambru, menționat și Fărămiță Lambru, (n. 15 septembrie 1927, București, România – d. 12 decembrie 1974, București, România) a fost un cunoscut lăutar (acordeonist virtuoz și cântăreț) român de etnie romă.

## Biografie
Născut la data de 15 septembrie 1927 într-o veche familie de lăutari, Fărâmiță Lambru (acesta e numele său de artist; altfel decât s-ar putea crede, Fărâmiță este numele său de familie și Lambru este prenumele) învață să cânte încă din copilărie de la tatăl său, violonistul Tudor Fărâmiță. Având un auz foarte bun, reține repede repertoriul uzual lăutăresc, dar mai ales stilul vocal de interpretare.
În 1949 debutează în cadrul unei formații militare când își satisface stagiul militar la București.
Din 1953 devine colaboratorul Mariei Tănase. După moartea acesteia (1963), acesta cunoaște o vertiginoasă carieră de virtuoz al acordeonului și dirijor al unor formații profesioniste.
În perioada 1952–1956 face parte ca instrumentist în formația de muzică populară a Teatrului de Estradă din București, iar în 1956 trece la formația Teatrului de revistă „Constantin Tănase”. În 1967, ca actor, joacă în musicalul Groapa în rolul cântărețului Zavaidoc.
În 1962 înregistrează primele sale materiale la casa de discuri Electrecord, sub acompaniamentul orchestrei dirijate de Nicolae Băluță.
Între 1963-1970 este dirijor, solist-vocal și instrumentist al formației de muzică populară la Teatrul regional „Ion Vasilescu” din București.
A întreprins turnee artistice în Franța (1965 și 1967), Republica Democrată Germană (1966) și Italia (1966). A făcut furori în capitala U.R.S.S., câștigându-și notorietate internațională. Întors în țară, face noi înregistrări la casa de discuri Electrecord.
A apărut în diverse concerte și spectacole de revistă, a colaborat cu Orchestra de muzică populară Radio, dar mai ales a participat la petreceri populare (nunți, botezuri), care i-au afectat organismul măcinat de tuberculoză – cânta cu vocea nepermis de mult.

## Filmografie
Fiind un virtuoz recunoscut, a fost solicitat să apară și în câteva filme.
Regizorul Francisc Munteanu, transpunând atmosfera dintr-o mahala bucureșteană (evocată în piesa Domnișoara Nastasia de G. M. Zamfirescu) în pelicula Dincolo de barieră (1965)), îl invită pe Fărâmiță Lambru să animeze viața unei cârciumi bucureștene din 1925, alături de actorul Ion Dichiseanu. 
Succesul este atât de mare încât Francisc Munteanu apelează la lăutarul bucureștean și în filmul următor, Tunelul (coproducție româno-sovietică), turnat la Moscova (1966) în compania lui Ștefan Bănică, Margareta Pâslaru, Florin Piersic și, din nou, a lui Ion Dichiseanu.
În 1971 a apărut și în filmul Facerea lumii, în regia lui Gheorghe Vitanidis și în compania actorilor Colea Răutu, Liviu Ciulei sau Toma Caragiu.

## Decesul

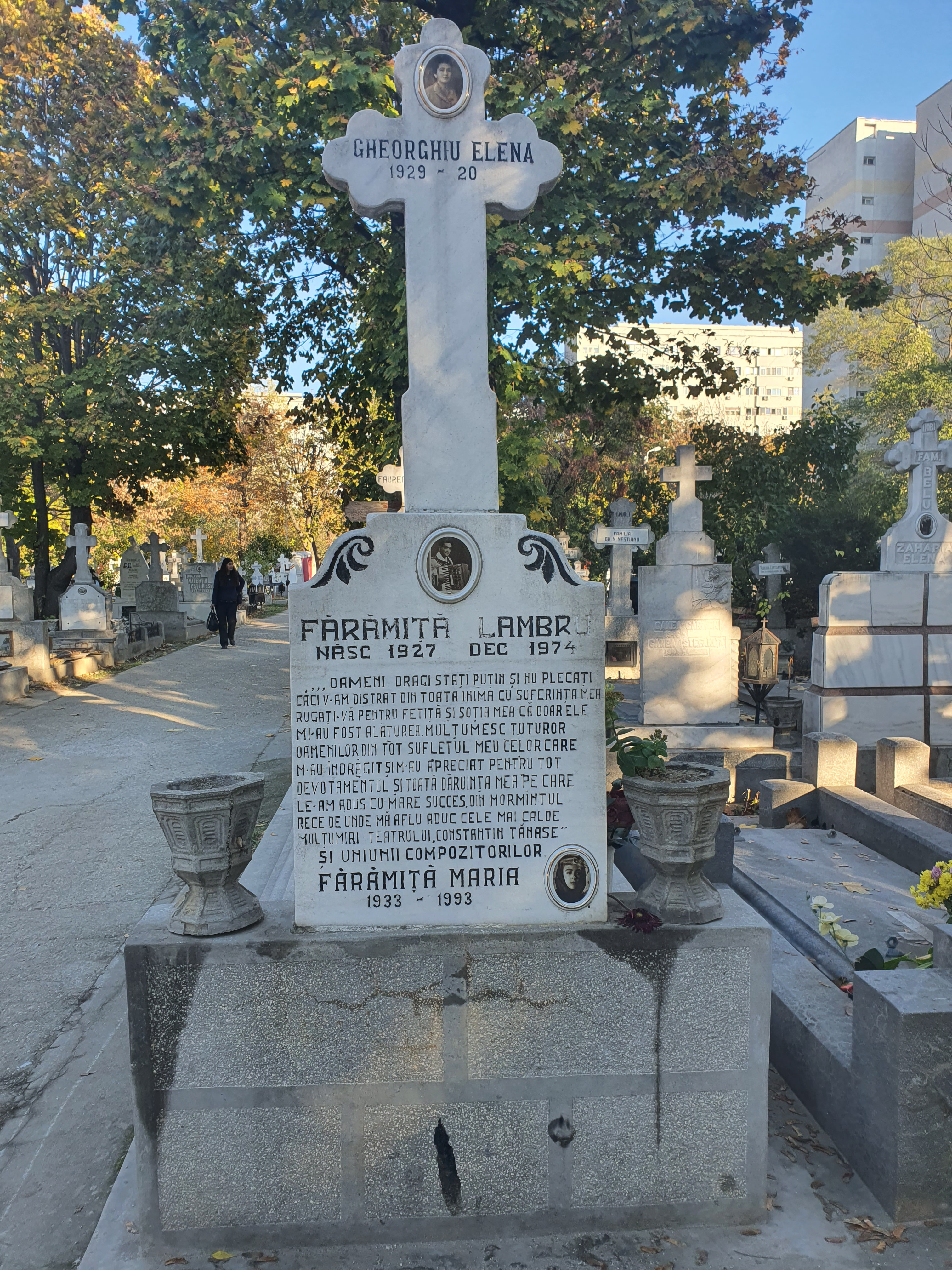
Mormântul lui Fărâmiță Lambru

A murit la 12 decembrie 1974 în București, măcinat de tuberculoză, și a fost înmormântat în cimitirul „Izvorul Nou” de lângă piața Râmnicu Sărat, Dristor, București.

## Distincții
- Ordinul Meritul Cultural clasa a V-a (12 septembrie 1968) „pentru merite deosebite în activitatea muzicală”[5]

În 1955 a primit Premiul II la Concursul internațional al Festivalului Tineretului de la Varșovia.